# Ranil Wickremesinghe
Ranil Wickremesinghe (Colombo, 24 maart 1949) is een Sri Lankaans politicus namens de United National Party (UNP). Sinds juli 2022 is hij de president van Sri Lanka, nadat zijn voorganger Gotabaya Rajapaksa het land ontvluchtte na hevige protesten onder de bevolking. Eerder was Wickremesinghe viermaal premier van Sri Lanka: tussen 1993 en 1994, tussen 2001 en 2004, tussen 2015 en 2019 en kortstondig tussen mei en juli 2022.

## Familie en opleiding
Ranil Wickremesinghe werd geboren als het tweede kind van de advocaat en ondernemer Esmond Wickremesinghe, die net als hij lid was van de UNP. Zijn grootvader D. R. Wijewardena was eveneens een bekende ondernemer.
Hij volgde middelbaar onderwijs aan het Royal College in Colombo. Hij was een klasgenoot van Anura Bandaranaike (een zoon van Solomon Bandaranaike) en Dinesh Gunawardena, beiden later ook actief in de landelijke politiek. Hij studeerde hierna rechten aan de Universiteit van Ceylon. In 1972 begon hij zijn loopbaan als advocaat.

## Politieke carrière

### Minister en eerste premierschap
In 1977 werd Wickremesinghe op 28-jarige leeftijd voor het eerst gekozen als parlementslid voor het district Biyagama.  Hij werd plaatsvervangend minister van Buitenlandse Zaken in het kabinet van zijn oom Junius Richard Jayewardene, waarna hij werd bevorderd tot minister van Jeugdzaken en Werkgelegenheid.    
Onder het presidentschap van Ranasinghe Premadasa was hij minister van Industrie. In de periode 1993-1994 was hij voor het eerst premier van Sri Lanka. In augustus 1994 verloor zijn partij, de United National Party, de verkiezingen van People's Alliance onder leiding van Chandrika Kumaratunga. In november 1994 werd Wickremesinghe benoemd tot leider van de UNP, als opvolger van de vermoorde Gamini Dissanayake.

### Tweede premierschap
Van december 2001 tot april 2004 was hij voor een tweede keer premier, ten tijde van een economische crisis. In februari 2002 sloot hij, na Noorse bemiddeling, een bestand met de opstandige Tamil Tijgers. In Oslo werd verder onderhandeld over een vredesakkoord. Dit stuitte op verzet van de nationalistische partij van de president en het werd er niet beter op, toen Kumaratunga bij een bomaanslag een oog verloor.
Nadat zijn kabinet door president Kumaratunga was ontbonden, werd Wickremesinghe als premier opgevolgd door Mahinda Rajapaksa. In 2005 namen zowel Wickremesinghe als Rajapaksa deel aan de presidentsverkiezingen in Sri Lanka. Wickremesinghe verloor en was vervolgens ruim een decennium actief als oppositieleider.

### Derde premierschap
Op 9 januari 2015 trad Wickremesinghe voor een derde keer aan als premier, nadat hij was benoemd door de op dezelfde dag aangetreden president Maithripala Sirisena. Kort daarvoor had Sirisena de zittende president Rajapaksa weten te verslaan bij de presidentsverkiezingen.
In oktober 2018 ontstond een politieke crisis in Sri Lanka toen Wickremesinghe vanwege een vermeend moordcomplot werd weggestuurd als premier en vervangen door Rajapaksa. Wickremesinghe weigerde daadwerkelijk te vertrekken. Op 16 december 2018 werd hij, na een uitspraak van het Hooggerechtshof,  door Sirisena weer in zijn ambt hersteld. In november 2019 werd hij als premier alsnog opgevolgd door Rajapaksa, nadat diens broer Gotabaya Rajapaksa was aangetreden als nieuwe president. 

### Vierde premierschap  en presidentschap
Na de aanslagen op 21 april 2019 kreeg Sri Lanka, mede door de coronapandemie, te maken met een zware economische crisis. Demonstranten gingen in 2022 de straat op om politieke veranderingen teweeg te brengen. In mei van dat jaar trad premier Mahinda Rajapaksa onder hevige druk af, waarna Wickremesinghe tot waarnemend premier werd benoemd. De protesten hielden echter aan. Op 9 juli 2022 kondigde hij als gevolg hiervan zijn ontslag aan als premier.
Op 13 juli 2022 werd in Sri Lanka de noodtoestand uitgeroepen nadat president Gotabaya Rajapaksa het land was ontvlucht, nadat zijn woning door demonstranten was bestormd. Hierop werd premier Wickremesinghe aangesteld als waarnemend president, waarmee hij gedurende korte tijd zowel het premierschap als het presidentschap bekleedde. Op 20 juli 2022 werd hij door het parlement met 134 stemmen (zijn belangrijkste tegenkandidaat haalde er 82) verkozen tot president van Sri Lanka en een dag later als zodanig beëdigd. Dinesh Gunawardena werd de nieuwe premier. De presidentiële termijn van Wickremesinghe loopt tot het einde van 2024.

## Onderscheiding
Op 14 februari 2017 kreeg Wickremesinghe van de Deakin University (Australië) een eervolle onderscheiding.